# Marc Dansou
Marc Pascal Pierre Dansou (Parigi, 3 novembre 1983) è un ex nuotatore beninese, specializzato nello stile libero.

## Biografia
È fratello di Aloïs Dansou, anche lui nuotatore di caratura internazionale, che partecipò alle Olimpiadi di Atene 2004 e Pechino 2008.
Rappresentò il Benin ai Giochi olimpici estivi di Tokyo 2020, dove ottenne il 53º tempo nelle batterie dei 50 m stile libero e fu eliminato.
Fu convocato ai mondiali in vasca corta di Abu Dhabi 2021, in cui si piazzò 78º nei 100 m stile libero.
Ai mondiali di Budapest 2022 gareggiò nei 50 e 100 m stile libero, classificandosi rispettivamente al 71º e 83º posto in classifica in batteria.